# فیرزن (ناحیه)
فیرزن (به آلمانی: Kreis Viersen) یک ناحیه در آلمان است که در دوسلدورف واقع شده‌است. فیرزن  ۳۰۲٬۳۱۸ نفر جمعیت دارد.